# مصرف الأمان
مصرف الأمان (بالإنجليزية: Aman Bank) هو مصرف تجاري ليبي خاص، تأسس كشركة مساهمة ليبية ويُعتبر من أوائل المصارف الخاصة في البلاد.

## التاريخ والتأسيس
تأسس مصرف الأمان في عام 1993 تحت اسم "مصرف التجارة والتنمية"، استحوذ المصرف البرتغالي "Banco Espírito Santo" على حصة 40% من أسهم المصرف، مما أدى إلى تغيير اسمه إلى "مصرف الأمان".

## حادثة الاقتحام
في أكتوبر 2011، خلال فترة الفوضى التي أعقبت سقوط طرابلس وسيطرة الثوار عليها، تعرض المقر الرئيسي لمصرف الأمان لمحاولة اقتحام من قبل صدام حفتر، نجل المشير خليفة حفتر، من ضمن المجموعة التي حاولت اقتحام المصرف وأُصيب خلال تلك المحاولة.
جاءت هذه الحادثة في سياق حالة الانفلات الأمني والصراع على النفوذ والموارد المالية التي شهدتها العاصمة بعد نهاية حكم معمر القذافي.

## وصلات خارجية
- الموقع الرسمي